# Teutendorf (Travemünde)
Das schleswig-holsteinische Dorf Teutendorf ist ein Stadtbezirk der Hansestadt Lübeck und gehört zum Stadtteil Lübeck-Travemünde.
Teutendorf liegt im Travemünder Winkel, etwa 1,5 Kilometer nordwestlich des Zentrums von Travemünde nahe der Bundesstraße 75.

## Geschichte
Das im Zentrum des Travemünder Winkels liegende Dorf kam 1307 nach einem Tausch mit Gerhard II., Graf von Holstein und Schauenburg, zum St.-Johannis-Kloster zu Lübeck (JJK).
Johann von Travemünde und dessen Söhne kauften 1350 eine Hälfte von Teutendorf und drei Jahre später die zweite.
Im Rahmen einer Neu-Arrondierung seines Streubesitzes im Lübecker Raum erwarb das Lübecker Domkapitel 1464 halb Teutendorf von Lemmeke von Buchwaldt. 
Nach jahrelangen Grenzstreitigkeiten mit Gneversdorf und Travemünde begann 1761 die Verkoppelung in dem Teil, der dem Johannis-Kloster gehörte.
Aufgrund des § 27 des Reichsdeputationshauptschlusses musste das Lübecker Domkapitel das Dorf 1803 an die Reichsstadt Lübeck abtreten.
Zum 1. März 1935 wurde Teutendorf in das Stadtgebiet Lübeck eingemeindet.
Teutendorf ist ein Straßendorf, welches einen zentralen Dorfteich hat.

### Alte Bauernfamilien und Höfe im Travemünder Winkel
Zu den alteingesessenen Bauernfamilien in Teutendorf gehören unter anderem:
|  | Erbfolge | Lebensleistung |  | Nachkommen |
|  | --- | --- |  | --- |
|  | Asmus Ruesch († ca. 1790) | |  | Hinrich Ruesch Arend Ruesch (*1752) (Halbbruder) |
|  | Hinrich Ruesch (* um 1751 - † 16. Januar 1837 in Teutendorf) ∞ Sophia Elisabeth Niemann (* um 1760; † 30. Oktober 1834), Vater: Christian Hans Hinrich Niemann (* ca. 1732 - †28.2.1794), Mutter: Christina Elisabeth geb. Struck in Ratekau (* ca. 1732 - †19.6.1798) | |  | Peter Hinrich Ruesch |
|  | Peter Hinrich Ruesch (* um 1795/96; † 6. Mai 1856) ∞ 29. Oktober 1819 Engel Catharina Ehlers (* 1798 in Wilmsdorf; † 2. Dezember 1860 in Kiel), Tochter von Bauernvogt Ehlers, Wilmsdorf.                                                                              | - Im Januar 1825 kauft Peter Heinrich die Vollhufe nebst Zubehör von Jürgen Hinrich Kasch(e) in Teutendorf - Mit 38 Jahren (1833) erbaut Peter Hinrich das beeindruckende Teutendorfer Wohnhaus in zweigeschossiger klassizistischer Backsteinbauweise, dessen Treppenaufgang steht noch heute unter Denkmalschutz. Das Gebäude gilt als Beispiel für den „ländlich herrschaftlichen Wohnbau großer Höfe in Ostholstein“. - 1841 ist Peter Hinrich Ruesch Hauptmann im 5. Bataillon (Landwehr-Bezirk Travemünde, 14. Compagnie) - Er ist Mitbegründer der Travemünder Liedertafel, die am 7. Januar 1843 auf Initiative des Lehrers A.H. Taht ins Leben gerufen wird. - Zusammen mit den Senatoren Heinrich Wilhelm Haltermann und Dr. Johann Carl Böse war er im Mai 1848 Leiter der Wahlversammlung für den Travemünder Bezirk zur Wahl der Lübecker Bürgerschaft. - Mitglied der Direktion des Lübecker Feuerversicherungs-Vereins der Landbewohner zuständig für den Burgtor-Distrikt (Gebiet nördlich der Trave). |  | Karl Heinrich Ruesch (* ~1820; † 2. Dezember 1859 in Steenrade bei Pönitz, Ostholstein) Heinrich Friedrich Robert Ruesch (* 19. Februar 1822; † 1906)                                |
|  | Heinrich Friedrich Robert Ruesch (* 19. Februar 1822; † 1906) ∞ am 10. Oktober 1851 Wilhelmina Sophia Carolina Döppe (* 30. September 1829; † 16. Oktober 1916) aus Mühlenbe(c)k bei Parum am Dümmer See zwischen Schwerin und Hagenow in Mecklenburg.                 | - im Alter von ca. 27 Jahren, geht Heinrich Friedrich nach Mecklenburg, um dort die Betriebsführung auf einem Erbhof zu übernehmen. Er wird Erbpächter zu Gansekow (heute Ganschow genannt), in der Gemeinde Gutow, nahe der Stadt Güstrow. - 1855 geht Heinrich Friedrich zurück nach Teutendorf und übernimmt die Hofstelle. - Übernimmt vom Vater die Direktion des Lübecker Feuerversicherungs-Vereins der Landbewohner zuständig für den Burgtor-Distrikt - seit Juli 1857–63 Mitglied der Lübecker Bürgerschaft - 1868 Teutendorfer Bauernvogt für die JJK-Anteil - seit mindestens 1886 ist Hinrich Friedrich Ruesch im Travemünder Kirchenvorstand |  | Catharine Sophie Eliese (* 8. Dezember 1852 in Ganschow, Mecklenburg) Robert Heinrich Ruesch (*2.8.1857) Otto Friedrich Ruesch Ida Sophie (* 1. März 1860 in Teutendorf; † ca. 1945) |
|  | Otto Friedrich Ruesch (13.12. 1858 – ?) ∞ am 21. April 1885 in Warnsdorf Anna Katharina Kröger (geb. 10. Oktober 1865) vom ehemaligen Ehlers Hof „Borndiek“ in Ivendorf                                                                                                | - Besteht die Prüfungen am Katharineum zu Lübeck im April 1876 |  | |
|  | Karl Ernst Gustav Plötze | - Nach dem Tod von Otto Friedrich Ruesch werden die Hufenstellen in Teutendorf 1899 an den Industrievertriebenen Gustav Plötze aus dem Rheinland verkauft. |  | |

|  | |                                                 |  |                       |
|  | Erbfolge | Lebensleistung                                  |  | Nachkommen            |
|  | Asmus Schröder (*1679 in Teutendorf - ) ∞ Anna Catharina Langmake (*1687 in Teutendorf -)                      |                                                 |  | Hans Paul Schröder    |
|  | Hans Paul Schröder (* 4. Dezember 1713; † 1789 in Scharbeutz) ∞ Anna Cathatina Grage (1719–1770 in Scharbeutz) |                                                 |  |                       |
|  | Hans Peter Schröder                                                                                            | - Hans Peter Schröder verstirbt 18. August 1847 |  |                       |
|  | Hans Peter Wilhelm Schrader ∞                                                                                  | - Hans Peter Wilhelm Schrader übernimmt 1861    |  | Ernst August Schrader |
|  | Ernst August Schrader ∞                                                                                        | - Ernst August Schrader übernimmt 1900          |  |                       |